# Emile Waxweiler
Émile Pierre Clement Waxweiler (Mechelen, 22 mei 1867 - Londen, 26 juni 1916), soms Waxweiller, was een Belgisch ingenieur, statisticus, pionier van de sociologie en hoogleraar.

## Levensloop
Na middelbare studies aan de athenea van Brugge en Mechelen, promoveerde Waxweiler tot ingenieur aan de Rijksuniversiteit Gent. Hij vervolgde met een jaar studie in de Verenigde Staten, gewijd aan industriële organisatie. Terug in België werd hij in 1895 tot hoofd benoemd van de afdeling 'statistiek' in het Ministerie van Arbeid.
Vanaf 1897 doceerde hij aan de ULB: politieke en economische financies, statistiek, demografie en sociologie. Hij stichtte in 1901 het Institut de sociologie aan de ULB en was er, vanaf 1902 en tot aan zijn dood, de eerste directeur van. Hij speelde ook een beslissende rol in het ontstaan van de École de Bruxelles (rechten).
Hij werd lid van de Académie royale des sciences, des lettres et des beaux-arts de Belgique, in 1902 als corresponderend lid en in 1909 als gewoon lid.
Tijdens de Eerste Wereldoorlog was hij verbonden aan de London School of Economics. Hij werd in 1916 het dodelijk slachtoffer van een aanrijding door een bus. Hiermee kwam een voortijdig einde aan wat een briljante verdere carrière beloofde te worden.

## Publicaties
- Les hauts salaires aux Etats-Unis, Parijs, Bibliothèque Gilon, 1895.
- Les lois protectrices du travail. Notes de Suisse. Brussel, Christophe Bruylant, 1896.
- La réglementation du travail du dimanche en Suisse. Rapport à M. le Ministre de l’Industrie et du Travail sur une mission d’études faite en août 1895. Brussel, Lebègue, 1896.
- L’organisation internationale de la statistique du travail. Congrès de la législation du travail, Brussel, 1897.
- La participation aux bénéfices: Contribution à l'étude des modes de rémunération du travail, Parijs, Arthur Rousseau, 1898.
- La participation aux bénéfices, 1898.
- Du rôle d'une union internationale pour la protection légale des travailleurs, Parijs, 1900.
- Die belgische Lohnstatistik und die Lohngestaltung der Kohlenarbeiter 1896–1900, in: Jahrbücher für Nationalökonomie und Statistik, 1901.
- Recherches statistiques sur l’alimentation ouvrière, in: Bulletin de l’Institut International de Statistique, 1905.
- (samen met F. H. McLean), Child labor in Belgium, in: Annals of the American Academy of Political and Social Science, 1906.
- Esquisse d’une sociologie, Bfrussel/Leipzig, 1906.
- Sur l’interprétation sociologique de la distribution des salaires. Remarque additionnelle to C. Henry, Brussel, 1906.
- La statistique et les sciences de la vie, in: Bulletin de l’Institut International de Statistique, 1909.
- L’enquête de l’Institut Solvay sur l'alimentation de la classe ouvrière en Belgique, in: Bulletin de l’Institut International de Statistique, 1909.
- (samen met A. Slosse), Enquête sur le régime alimentaire de 1065 ouvriers belges, Brussel, 1910.
- Sur les conditions sociales de la formation et de la diffusion d’une doctrine scientifique dans ses rapports avec la religion et la magie. in: Bulletin de l’Institut Solvay, 1912.
- La Belgique neutre et loyale, Parijs, Payot, 1915.
- Le procès de la neutralité belge, réplique aux accusations, Parijs, Payot, 1916.
- Recueil de textes sociologiques d’Emile Waxweiler, 1906–1914. ingeleid door F. Vanlangenhove, Brussel, 1974.